# مجمع باكتريا - مارجيانا الأثري

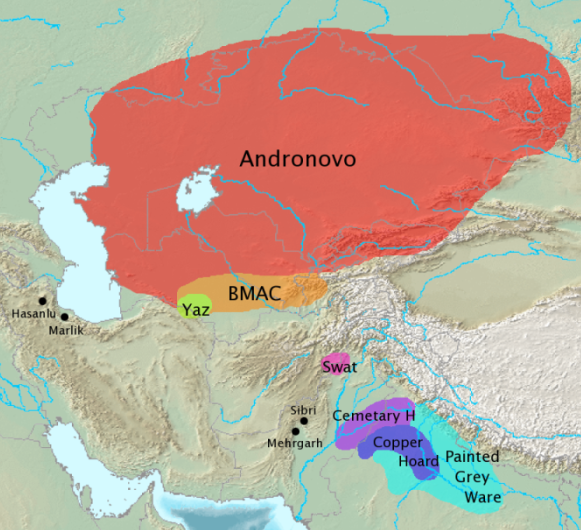
الحضارات الأثرية المرتبطة بالهجرات الهندية الإيرانية (طبقًا لموسوعة الثقافة الهندية الأوروبية EIEC). غالبًا ما ارتبطت حضارات أندرونوفو ومجمع باكتريا - مارجيانا الأثري و ياز بالهجرات الهندية الإيرانية. تعد حضارات GGC (Swat) والمقبرة H وCopper Hoard وPGW مرشحة للثقافات المرتبطة بالهجرات الهندية الآرية.

مجمع باكتريا - مارجيانا الأثري (BMAC) هو تسمية أثرية حديثة لحضارة معينة من العصر البرونزي الأوسط في جنوب آسيا الوسطى تُعرف أيضًا باسم حضارة أوكسوس. أرخ ساندرو سالفاتوري المرحلة الحضرية للحضارة أو عصر التكامل، في عام 2010 إلى ق. 2400من إلى 1950 قبل الميلاد، لكن وجهة نظر مختلفة تتبناها كل من ناديجدا أ. دوفوبا وبرتيل ليونيت، ق. 2250 - 1700 ق.
على الرغم من أنه قد يطلق عليها "حضارة أوكسوس"، والتي تتمركز على ما يبدو في أعالي نهر أمو داريا (نهر أوكسوس) في باكتريا، إلا أن معظم المواقع الحضرية التابعة لـمجمع باكتريا - مارجيانا الأثري تقع في الواقع في مارغيانا [الإنجليزية] (تركمانستان الحديثة) على دلتا نهر مورغان، وفي سلسلة جبال كبه طاغ. هناك القليل في وقت لاحق (ق. 1950 قبل الميلاد) في شمال باكتريا، المعروفة حاليًا باسم جنوب أوزبكستان، لكنها في الغالب مقابر تنتمي إلى ثقافة سابالي المرتبطة بـالمجمع. يقع موقع مجمع باكتريا - مارجيانا الأثري واحد، يُعرف باسم داشلي، في جنوب باكتريا، الإقليم الحالي في شمال أفغانستان. على الرغم من أن المواقع الموجودة في الشرق، في جنوب غرب طاجيكستان، معاصرة لمواقع مجمع باكتريا - مارجيانا الأثري الرئيسة في مارغيانا، فهي مجرد مقابر، مع عدم وجود تطورات حضرية مرتبطة بها.
سمى عالم الآثار السوفيتي فيكتور سريانيدي الحضارة مجمع باكتريا - مارجيانا الأثري في عام 1976، خلال الفترة (1969-1979) عندما كان ينقب في شمال أفغانستان. كشفت الحفريات التي قام بها سريانيدي منذ أواخر السبعينيات فصاعدًا عن العديد من الهياكل الأثرية في العديد من المواقع، المحصنة بالجدران والبوابات الرائعة. اقتصرت التقارير حول مجمع باكتريا - مارجيانا الأثري في الغالب على المجلات السوفيتية. كتب صحفي من نيويورك تايمز في عام 2001 أنه خلال سنوات الاتحاد السوفيتي، كانت النتائج غير معروفة إلى حد كبير للغرب حتى بدأ عمل سريانيدي في الترجمة في التسعينيات. ومع ذلك، فإن بعض المنشورات لمؤلفين سوفيات، مثل ماسون وساريانيدي وأتاغاريف وبيرديف، كانت متاحة للغرب، وتُرجمت في النصف الأول من السبعينيات، قبل أن يصف سريانيدي النتائج بأنها مجمع باكتريا - مارجيانا الأثري.